# Санта Кроче сул'Арно
Санта Кроче сул'Арно (на италиански: Santa Croce sull'Arno, в най-близък превод Санта Кроче на Арно) е град и община в Италия, в региона Тоскана, провинция Пиза. Разположен е около река Арно. Има жп гара. Населението е около 13 600 души (2008).
Градът е един от най-важните и най-големи центрове за кожарското производство в Европа.